# 벨 & 세바스찬
벨 & 세바스찬(Belle & Sebastian)은 1996년 1월 스코틀랜드 글래스고에서 결성된 인디 팝 밴드이다. 밸 앤 세바스찬이라는 그룹명은 동명 제목의 《벨과 세바스찬》이라는 프랑스 동화책 이름에서 영감을 받았다. 스튜어트 머독이 이끄는 이 밴드는 10장의 앨범을 냈다. 대부분의 앨범들이 집스터 레코드를 통해 발매되었고 현재는 마타도르 레코드 소속이다.

## 역사

### 결성과 초기 시절 (1994-1998년)
벨 & 세바스찬은 스코틀랜드 글래스고 소재의 스토 대학에서 실업 음악인들을 위한 비트박스 프로그램에서 만난 스튜어트 머독과 스튜어트 데이빗이 1994년 결성했다. 음악 교수인 알란 란킨(밴드 어소시에이츠의 전 멤버)과 함께 이 둘은 데모를 녹음했는데 이것이 대학의 음악 비즈니스 코스에서 매년 하나의 싱글을 제작하고 대학 레이블인 일렉트릭 허니에서 발매하는 프로그램에 발탁되었다. 이미 이들은 여러 곡의 데모를 만들어 놓았었는데 레이블에서 들어보고는 매우 감명을 받았고 전 앨범을 제작하기로 결정했다. 앨범 녹음은 대부분 라이브로 삼일에 걸쳐 진행되었고 《Tigermilk》라는 이름으로 출시되었다. 머독은 자신의 밴드에 대해 "실패한 자본주의의 산물"이라고 표현하기도 했다. 밴드의 이름은 6살 짜리 소년과 그의 개에 관한 프랑스 소설인 <Belle et Sébastien>에서 따왔다.
《Tigermilk》는 삼일 동안에 녹음되었고 1천장을 비닐 LP로 찍었는데 당시 나왔던 음반 원본은 현재 거의 400프랑의 값어치를 갖고 있다. 반응은 좋았고 이로 인해 힘을 얻은 머독과 데이빗은 스티브 잭슨(기타, 보컬), 이소벨 캠벨(첼로, 보컬), 크리스 게디스(키보드), 리차드 콜번(드럼)을 영입하여 아예 본격적으로 밴드 활동을 시작하게 된다.
데뷔 앨범이 성공에 힘입어 벨 & 세바스찬은 집스터 레코드와 1996년 8월에 계약을 맺고 두 번째 앨범 《If You're Feeling Sinister》를 11월 18일 발매한다. 이 앨범은 스핀 매거진에서 선정한 1985~2005년에 발매된 100개의 위대한 앨범에 들어갔으며 벨 & 세바스찬 최고의 앨범이라고 많은 이들이 여기고 있다. 사라 마틴(바이올린, 보컬)은 앨범 녹음 직전에 밴드에 합류했다. 그리고 나서 1997년 EP 시리즈들이 발매되었는데 첫 번째 EP 《Dog on Wheels》는 밴드가 정식으로 조직되기 전에 녹음했던 데모 네 곡이 담겼다. 이 곡들에 참여했고 밴드 멤버로 오래 활동하게 된 이들이 머독과 데이빗, 그리고 믹 쿡이이었는데 믹은 EP에서 트럼펫을 연주했지만 정식으로 밴드에 합류하게 된 것은 몇 년이 지난 후였다. 영국 싱글 차트 59위에 올랐다.
이어서 《The Lazy Line Painter Jane》 EP가 7월에 출시되었다. 당시 머독이 살던 교회 건물에서 녹음을 했고 모니카 퀸의 보컬들이 참여했다. 이 EP는 영국 톱 40 차트에 아깝게 진입하지 못하고 41위에 그쳤다. 그리고 1997년에 발매된 마지막 EP는 《October's 3.. 6.. 9 Seconds of Light》이었는데 NME와 멜로디 메이커에서 이 주의 싱글에 올랐고 차트에서는 32위까지 올라 벨 & 세바스찬의 첫 번째 톱 40 싱글이 되었다.

### 평단의 찬사와 라인업의 변화 (1998-2003년)
벨 & 세바스찬의 세 번째 앨범 《The Boy with the Arab Strap》은 1998년 출시되어 영국 차트 12위에 올랐다. 이 앨범을 통해 NPR 인터뷰를 하게 되고 롤링 스톤이나 빌리지 보이스를 비롯한 평단에서의 반응도 좋았으나 피치포크 같은 데서는 초기 앨범의 "패러디"라는 혹평을 받기도 했다. (피치포크는 이후 2008년에 이 리뷰를 웹사이트에서 삭제하고 긍정적인 내용으로 교체했다). 앨범을 녹음하는 동안 오랫동안 녹음에만 참여했던 트럼펫 주자 믹 쿡은 밴드에 합류하자는 제안을 받았다. 그리고 《This Is Just a Modern Rock Song》 EP가 같은 해 연말에 나왔다.
1999년 벨 & 세바스찬은 브릿 어워드에서 최우수 신인상(세 번째 앨범을 통해)을 수상하여 더 많이 알려져 있던 "스텝스(Steps)"나 "5ive" 등이 불만을 품기도 했다. 같은 해 이들은 보울리 윅캔더라는 페스티벌을 열었다. 그리고 다음 앨범을 제작하는 동안 《Tigermilk》가 집스터 레이블을 통해 정식으로 재발매되었다. 그리고 나온 앨범 《Fold Your Hands Child, You Walk Like a Peasant》는 처음으로 영국 톱 10 앨범에 들었고 싱글 <Legal Man>은 15위까지 올랐다. 덕택에 처음으로 톱 오브 더 팝스에 출연하게 된다.

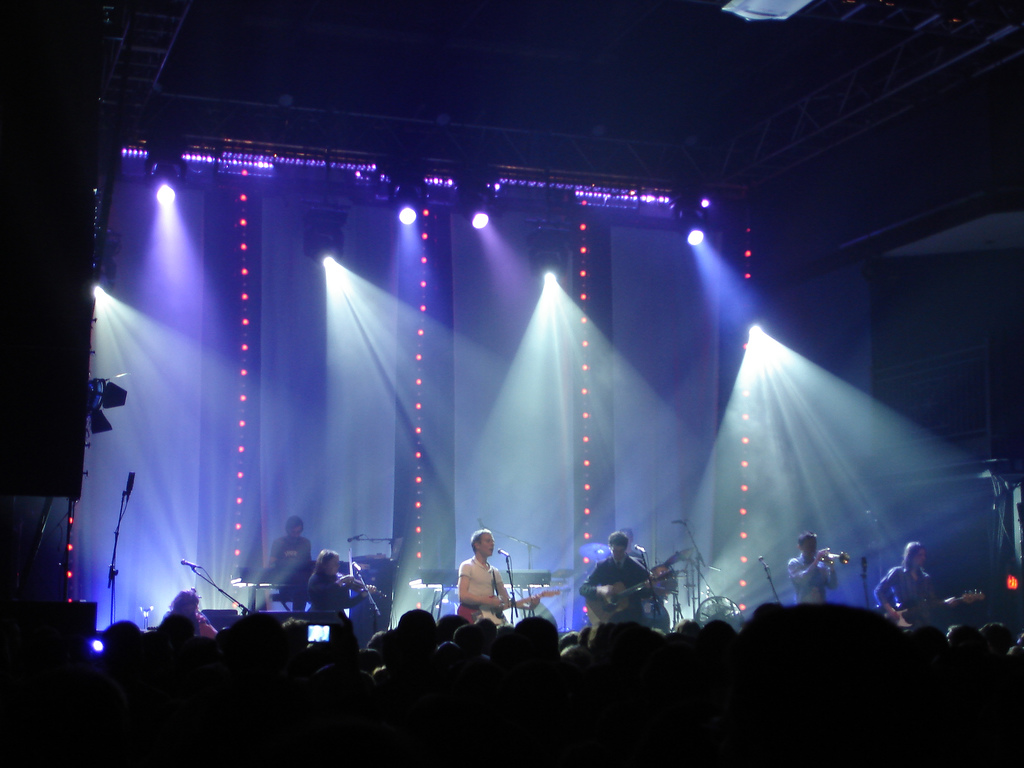
워싱턴 DC의 9:30 클럽에서 공연하는 벨 & 세바스찬 (2006년)

인기와 함께 지명도가 전세계적으로 높아지면서 이들의 음악들이 영화와 TV에 나오기 시작했다. 2000년 영화 <사랑도 리콜이 되나요>에서 벨 & 세바스찬을 언급하는 부분이 나오는데 잭 블랙이 연기한 배역이 소프트한 이들의 음악을 폄하하는 내용이었고 《The Boy with the Arab Strap》 앨범에 담긴 곡 <Seymour Stein>이 영화 삽입곡으로 들어갔다. 그리고 앨범의 타이틀곡인 <The Boy with the Arab Strap>이 영국 TV 시리즈인 <티쳐스>의 엔딩 크레딧 부분에 쓰였다. 2009년 영화 <500일의 썸머>에는 같은 곡의 가사 중에서 "Colour my life with the chaos of trouble"라는 부분이 대사에 나온다.
스튜어트 데이빗은 자신의 사이드 프로젝트였던 "루퍼"와 책쓰기에 집중하기 위해 얼마 있지 않아 밴드를 떠났고 대신 "V-트윈"의 바비 킬데아가 합류했다. 스티비 잭슨이 부른 싱글 <Jonathan David>이 2001년 6월에 출시되었고 11월에 <I'm Waking Up to Us>가 이어 나왔다. <I'm Waking Up to Us>의 경우 처음으로 외부의 제작자(마이크 허스트)와 함께 작업했다. 2002년 대부분은 투어와 함께 사운드트랙 앨범인 《Storytelling》 녹음으로 보냈다. 2002년 봄, 북미 투어 도중에 캠벨이 솔로 작업을 위해 밴드를 떠났고 처음에는 "젠틀 웨이브스(The Gentle Waves)"로, 이후에는 자신의 이름으로 활동하고 있다. 이소벨 캠벨은 이후 마크 래네간과 협업하여 세 장의 앨범을 발매했다.

### 레이블 교체와 제2 성공기 (2003-2010년)
2002년 벨 & 세바스찬은 집스터 레이블을 떠나 러프 트레이드 레코드에 네 장의 앨범을 내기로 하고 계약을 맺었다. 그 중 첫 번째 앨범 《Dear Catastrophe Waitress》는 트레버 혼이 제작을 맡았고 2003년 발매되었다. 이 앨범은 이전 네 장의 앨범과 비교해 볼 때 "제작된" 느낌의 사운드를 주었는데 이는 좀 더 "상업적인" 음악을 추구하려 했기 때문이다. 이 앨범은 좋은 반응을 얻었고 인디의 느낌을 되살려냈다는 평을 들었다. 비교적 성공적이지 못했던 이전 앨범 《Fold Your Hands Child》와 《You Walk Like a Peasant》, 《Storytelling》은 초기작들에 비해 좀 더 협업으로 작업했었는데 이 앨범을 통해 머독은 다시금 주 작곡가의 위치를 갖게 되었다. 홍보 비디오들과 라이브 장면들, 비발매되었던 영상들이 담긴 다큐멘터리 DVD <Fans Only>가 집스터를 통해 2003년 10월에 출시되었다. 싱글로 나온 <Step into My Office, Baby>가 2003년 11월에 발매되었는데 앨범 내에서 싱글을 뽑은 첫 번째 사례였다. 싱글에는 디바인 코메디의 제작자인 대런 앨리슨과 함께 녹음한 곡 <Love on the March>도 함께 담겼다.
그리고 두 번째 싱글로 씬 리지로부터 영향을 받은 곡 <I'm a Cuckoo>가 발매되어 영국에서 밴드 사상 가장 높은 순위인 14위에 올랐다. 이어서 나온 EP 《Books》에는 《Dear Catastrophe Waitress》 앨범 수록곡인 <Wrapped Up in Books>와 신곡 <Your Cover's Blown>이 포함되었고 두 번째로 영국 톱 20에 올랐으며 머큐리 음악상과 이보 노벨로 어워드 후보로 선정되었다. 2005년 1월 벨 & 세바스찬은 리스트에서 행한 투표에서 심플 마인즈, 아이들와일드, 트래비스, 프란즈 페르디난드, 프로클레이머스 등등을 제치고 스코틀랜드의 최우수 밴드로 꼽혔다.
2005년 4월, 밴드 멤버들은 영국의 자선단체인 워 온 원트와 함께 이스라엘과 팔레스타인을 방문했고 그 경험에 영감을 받은 곡 <The Eighth Station of the Cross Kebab House>를 녹음하여 자선 앨범 《Help!: A Day in the Life》에 담겨 무료로 디지털 다운로드를 할 수 있도록 출시했다가 2006년 <Funny Little Frog> 싱글의 B 사이드에 담겼다. 집스터에서 발매되었던 싱글과 EP 모음집 《Push Barman to Open Old Wounds》가 2005년 캘리포니아에서 일곱 번째 앨범을 작업하는 중에 나왔고 토니 호퍼가 제작을 맡은 《The Life Pursuit》이 그 결과로 만들어졌다. 원래는 더블 앨범으로 구상했던 이 앨범은 2006년 2월에 발매되어 영국에서 8위, 미국 빌보드 200 차트에서 65위에 오르면서 가장 성공한 앨범이 되었다. 앨범 전에 출시된 싱글 <Funny Little Frog> 또한 나오자 마자 13위로 오르면서 벨 & 세바스찬의 싱글 중 가장 높은 순위를 차지했다.
2006년 7월 6일 벨 & 세바스찬은 로스앤젤레스 필하모닉과 함께 할리우드 볼에서 역사적인 공연을 가졌는데 18,000석이 매진된 공연에서 오프닝을 신스가 맡았다. 멤버들은 이 공연에 대해 매우 벅찬 감정을 느꼈는데 스티비 잭슨은 "내 생애에서 최고로 스릴있는 순간이었다"라고 술회했다. 2006년 10월 벨 & 세바스찬은 아이들을 위한 앨범 《Colours Are Brighter》에 신곡으로 참여했는데 여기에는 프란즈 페르디난드와 플레이밍 립스 등이 함께 했다.
2008년 11월 18일 이들은 1996-2001년에 만들었던 곡들을 모아 《The BBC Sessions》를 발매했는데 여기에는 이소벨 캠벨이 아직 밴드를 떠나기 전에 녹음했던 곡들도 포함되었고 2001년 크리스마스에 벨파스트에서 했던 공연 실황 녹음이 두 번째 디스크로 들어갔다.

### 최근 활동 (2010년 - 현재)
2010년 7월 17일 3만명이 운집한 사우스월드 헨햄 파크에서 열린 라티튜드 페스티벌에서 거의 4년 만에 처음으로 영국에서의 공연을 가졌다. 여기서 두 개의 신곡 〈I Didn't See It Coming>과 <I'm Not Living in the Real World>를 선보였다.

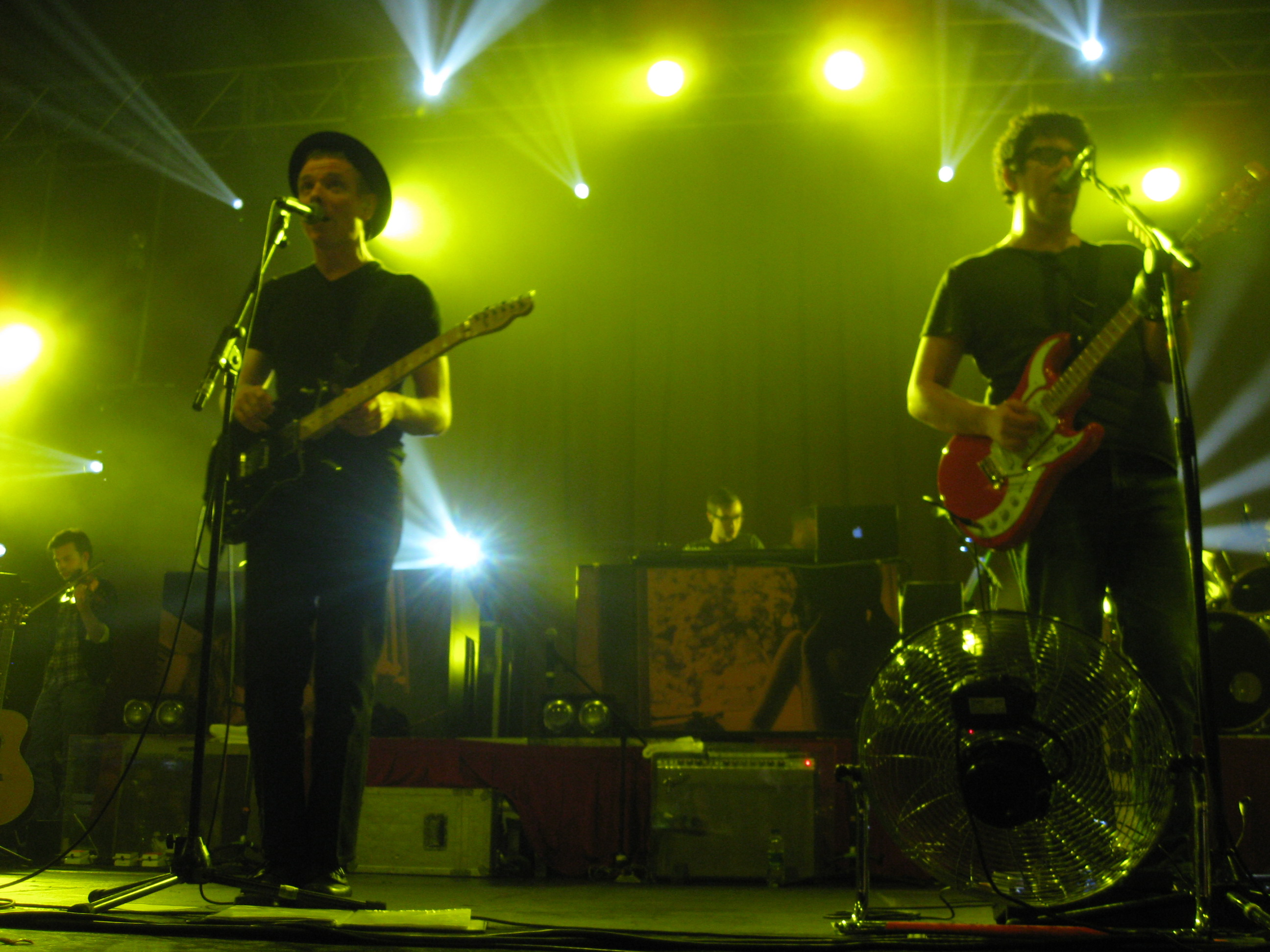
2011년 베를린에서의 공연

여덟번째 정규 앨범 《Write About Love》이 2010년 9월 25일 영국을 비롯한 전세계적으로 발매되었고 첫 번째 싱글인 타이틀 곡 <Write About Love>는 9월 7일 미국에서 나왔다. 앨범 발매 첫주 만에 영국 차트 8위에 올랐고 <Little Lou, Ugly Jack, Prophet John>이라는 곡에서는 노라 존스가 피처링을 했다.
2013년 피치포크 TV는 벨 & 세바스찬의 결성 과정과 1996년 앨범 《If You're Feeling Sinister》 및 초기 작품들에 초점을 맞추어 RJ 벤틀러가 감독한 한 시간짜리 다큐멘터리를 방영했다. 당시 앨범에 참여했던 모든 멤버들의 인터뷰들이 담겼고 밴드 초기 시절의 사진과 영상들이 포함되었다. 벨 & 세바스찬의 두 번째 모음 앨범 《The Third Eye Centre》에는 B-사이드 곡들과 희귀한 녹음들을 담았다. 이 곡들은 모두 《Push Barman to Open Old Wounds》 앨범 이후부터 《Dear Catastrophe Waitress》,《The Life Pursuit》,《Write About Love》 앨범 시기의 곡들이다. 그리고 2013년 말에 믹 쿡은 좋은 관계를 유지하며 밴드를 떠난다고 인터뷰에서 밝혔다.
벨 & 세바스찬은 2014년 NME 어워드에서 '뮤직어워드 공헌상'을 수상했다.
2014년 벨 & 세바스찬은 조지아주 애틀랜타의 스튜디오에 모여 앨범 녹음을 시작했고 2014년 세계 투어 일정을 발표했다. 아홉 번째 앨범 《Girls in Peacetime Want to Dance》는 2015년 1월 19일에 발매되었는데 2011년부터 투어에 참여해 온 데이브 맥고완이 처음으로 참여한 앨범이었다.
벨 & 세바스찬의 곡 <There's Too Much Love>는 2014년 시각장애인 동성애자 십대 소년과 친구들의 이야기를 다룬 브라질 영화 <그의 시선>에 삽입되었다.
벨 & 세바스찬은 2015년 6월 28일 세계적으로 유명한 글래스톤베리 페스티벌에서 공연했고 '디 아더 스테이지', O2 아카데미를 비롯하여 2017년 3월 글래스고에서 공연을 가졌는데 이는 'BBC 6 뮤직 프레센트 페스티벌'에서 방영되었다.
2017년 중반에 새로운 싱글 <We Were Beautiful>이 출시되었고 2017년 12월과 2018년 1월과 2월에 《How to Solve Our Human Problems》라는 제목의 EP 시리즈 세 장을 내놓았다.
2018년 11월 3일, 벨 & 세바스찬은 데이브 맥고완을 정식 멤버로 영입한다고 발표했다.
2019년 8월, 보울리 윅캔더 페스티벌 20주년을 맞아 벨 & 세바스찬은 세 번째 보티 윅캔더 페스티벌을 열었다. 이전 두 번의 페스티벌과는 달리 영국이 아니라 지중해의 선상에서 공연이 펼쳐졌다.
열 한 번째 정규 앨범 《A Bit of Previous》가 2022년 5월에 발매되었다.

### 콜라보레이션과 사이드 프로젝트
벨 & 세바스찬의 리차드 콜번, 믹 쿡, 바비 킬데아가 참여한 스코틀랜드의 수퍼그룹 레인디어 섹션(The Reindeer Section)은 2001년 스노우 패트롤(Snow Patrol)의 개리 라잇보이를 주축으로 결성되어 2001-2002년에 앨범들을 내고 공연을 벌였다. 1986년 글래스고에서 결성된 얼터너티브 록 밴드인 베이스라인스(The Vaselines)에서 2008년과 2014년에 벨 & 세바스찬의 스티비 잭슨과 바비 킬데아가 참여했었고 2010년 12월 벨 & 세바스찬이 주관했던 볼리 윅캔더 2에 함께 출연하기도 했다. 스노우 패트롤의 개리 라잇보이는 2010년 컨츄리/아메리카나 슈퍼그룹 타이어드 포니(Tired Pony)를 결성했고 여기에 벨 & 세바스찬의 리차드 콜번이 참여했다. 스튜어트 머독의 뮤지컬 프로젝트인 <God Help the Girl>에는 캐서린 이레튼을 비롯한 여성 보컬들이 참여했고 벨 & 세바스찬은 반주를 맡았다. 스튜어트 데이빗은 루퍼(Looper)라는 일렉트로닉 그룹을 만들어 활동하기도 했다.

## 멤버

### 현재 멤버
스튜어트 머독 (Stuart Murdoch) – 보컬, 기타, 키보드 (1996년-현재)
스티비 잭슨 (Stevie Jackson) – 기타, 보컬, 피아노 (1996년-현재)
사라 마틴 (Sarah Martin) – 보컬, 바이올린, 기타, 플루트, 키보드, 리코더, 퍼커션 (1996년-현재)
크리스 게디스 (Chris Geddes) – 키보드, 피아노, 퍼커션 (1996년-현재)
리차드 콜번 (Richard Colburn) – 드럼, 퍼커션 (1996년-현재)
바비 킬데아 (Bobby Kildea) – 기타, 베이스 (2001년-현재)
데이브 맥고완 (Dave McGowan) – 베이스, 키보드, 기타 (2018년-현재; 투어 참여 2012–2018년)

### 이전 멤버
이소벨 캠벨 (Isobel Campbell) – 보컬, 첼로, 기타 (1996–2002년)
스튜어트 데이빗 (Stuart David) – 베이스 (1996–2000년)
믹 쿡 (Mick Cooke) – 트럼펫, 기타, 베이스, 퍼커션 (1998–2013년; 투어 참여 1996–1998년)

## 음반 목록

### 정규 음반
- Tigermilk (1996년)
- If You're Feeling Sinister (1996년)
- The Boy with the Arab Strap (1998년)
- Fold Your Hands Child, You Walk Like a Peasant (2000년)
- Storytelling (2002년)
- Dear Catastrophe Waitress (2003년)
- The Life Pursuit (2006년)
- Belle and Sebastian Write About Love (2010년)
- Girls in Peacetime Want to Dance (2015년)
- Days of the Bagnold Summer (2019년)
- A Bit of Previous (2022년)